# Samia lefroyi
Samia lefroyi är en fjärilsart som beskrevs av Watson. Samia lefroyi ingår i släktet Samia och familjen påfågelsspinnare. Inga underarter finns listade.